# Elihu Vedder
Elihu Vedder, né à New York le 26 février 1836 et mort à Rome le 29 janvier 1923, est un peintre, illustrateur, sculpteur et poète américain.
Artiste symboliste, son œuvre la plus connue[réf. nécessaire] est les 55 illustrations de la traduction du Rubaiyat d’Omar Khayyam par Edward FitzGerald.

## Biographie
Il fait un premier voyage en Italie en 1857 et visite la petite ville italienne de Bordighera, à une vingtaine de kilomètres de la frontière française sur la mer Ligure. Il y passa ensuite trois semaines avec sa fiancée, Caroline Rosekrans, en 1866. Bordighera sera toujours associée pour lui aux « jours heureux ». Il a peint un certain nombre de petites vues de Bordighera à la fin des années 1860 et 1870. 

## Œuvre

### Peinture
Le tableau Bordighera était une œuvre finie, conçue pour plaire au nombre croissant de touristes américains qui visitaient Rome et son atelier après la guerre. 
- Rue Bordighera, 1872, huile sur toile, 70 × 38 cm Currier Museum of Art, Manchester[1]

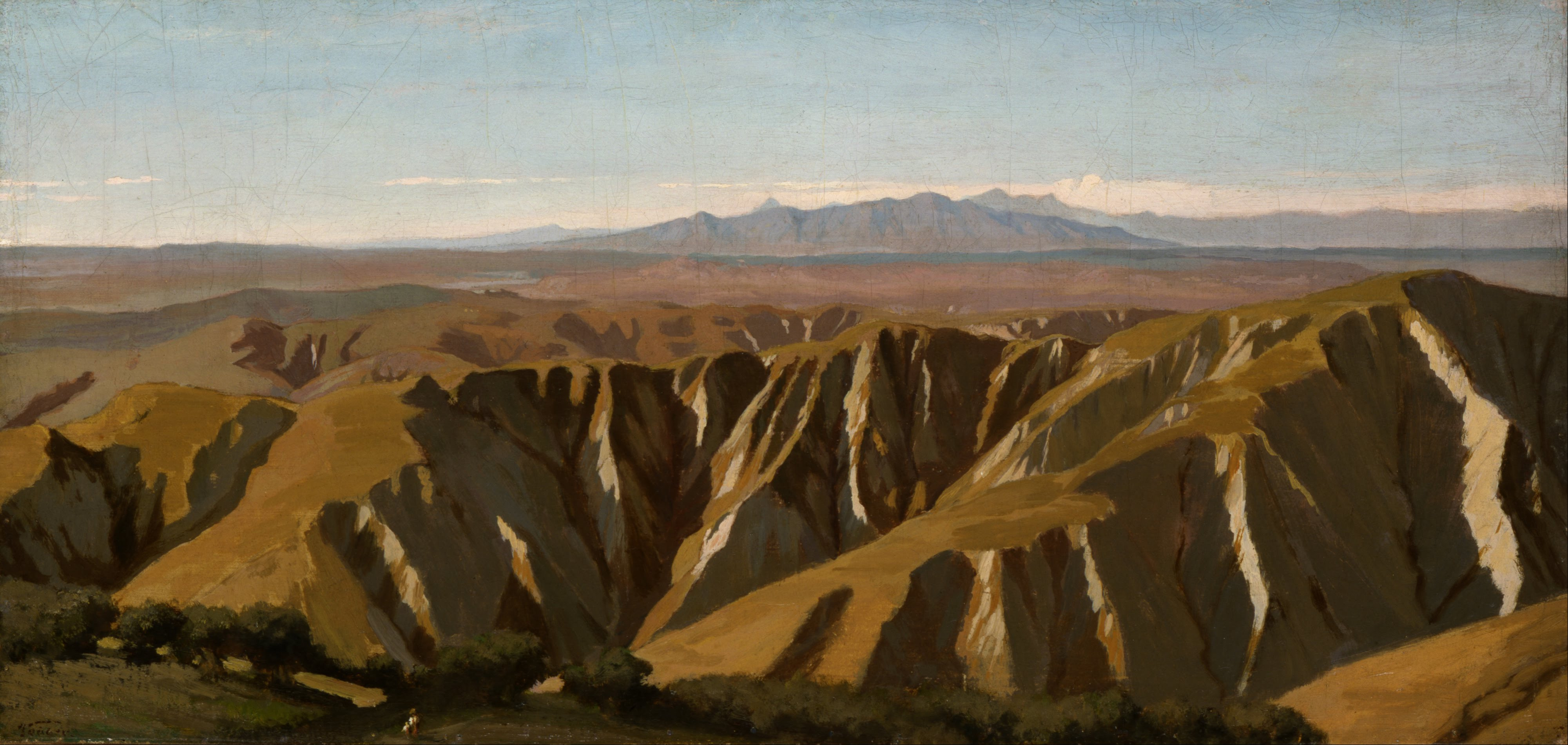
Volterra (1860), Washington, Smithsonian American Art Museum.
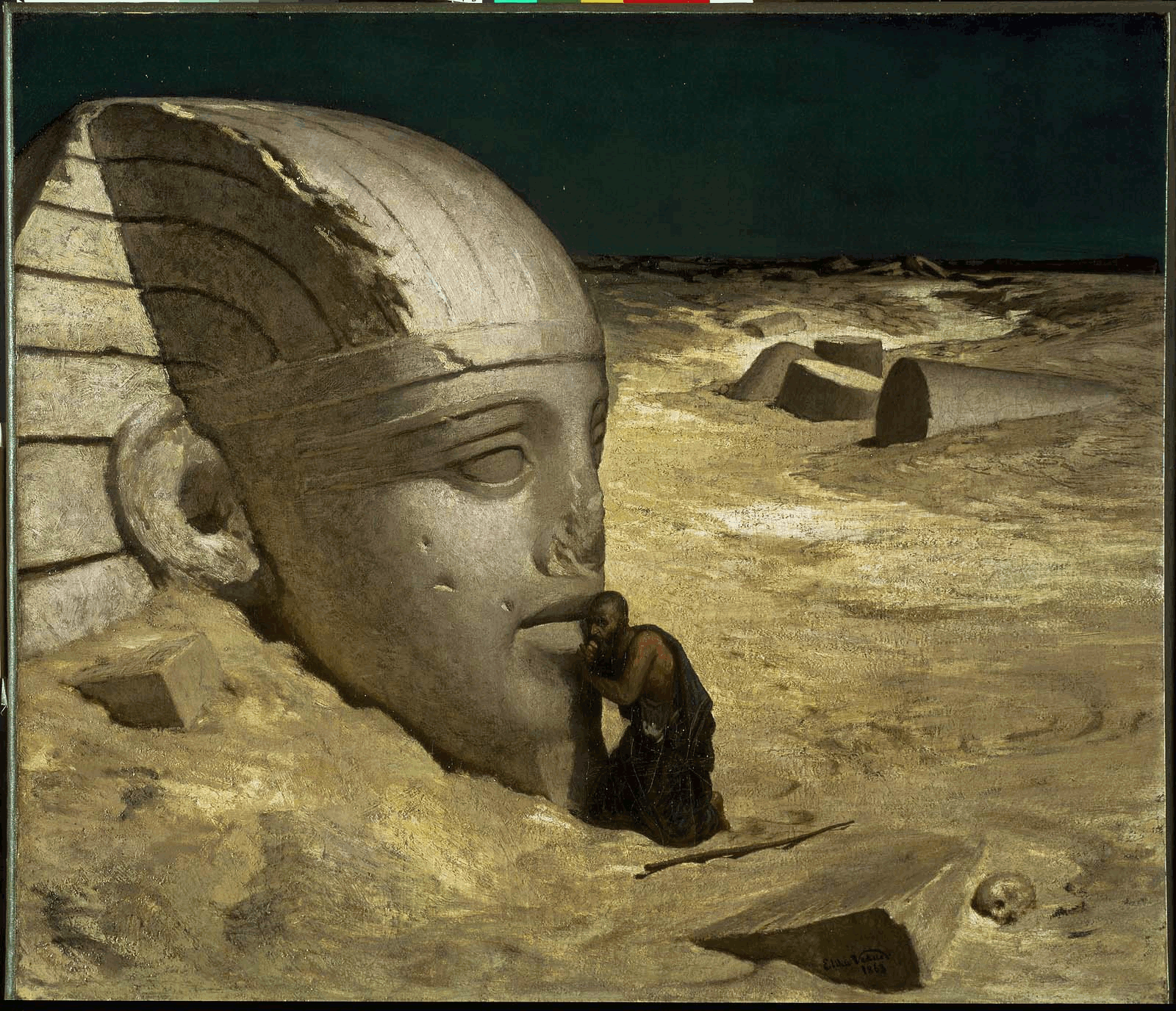
The Questioner of the Sphinx (1863), musée des Beaux-Arts de Boston.
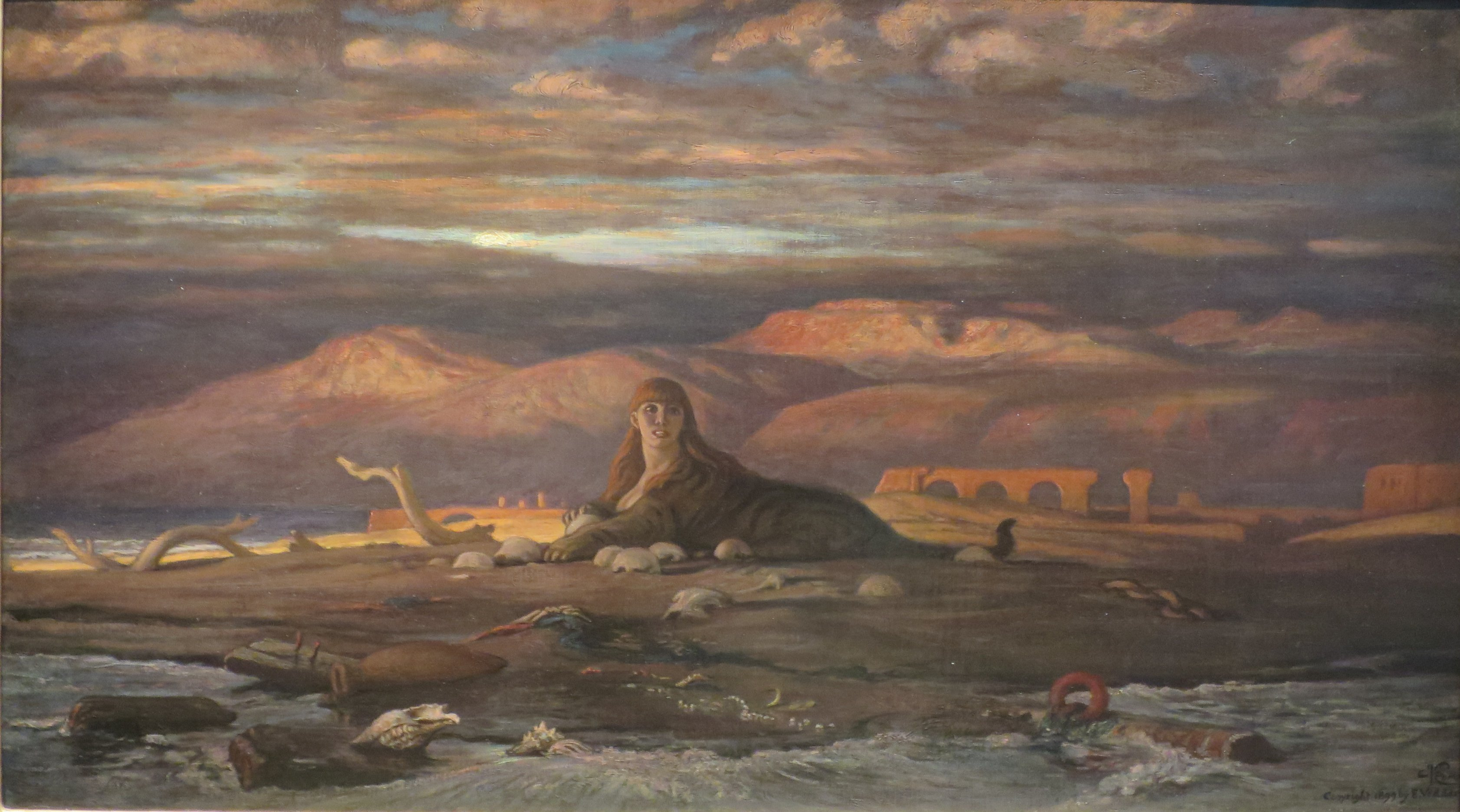
The Sphinx of the Seashore (1879), San Francisco De Young Museum.
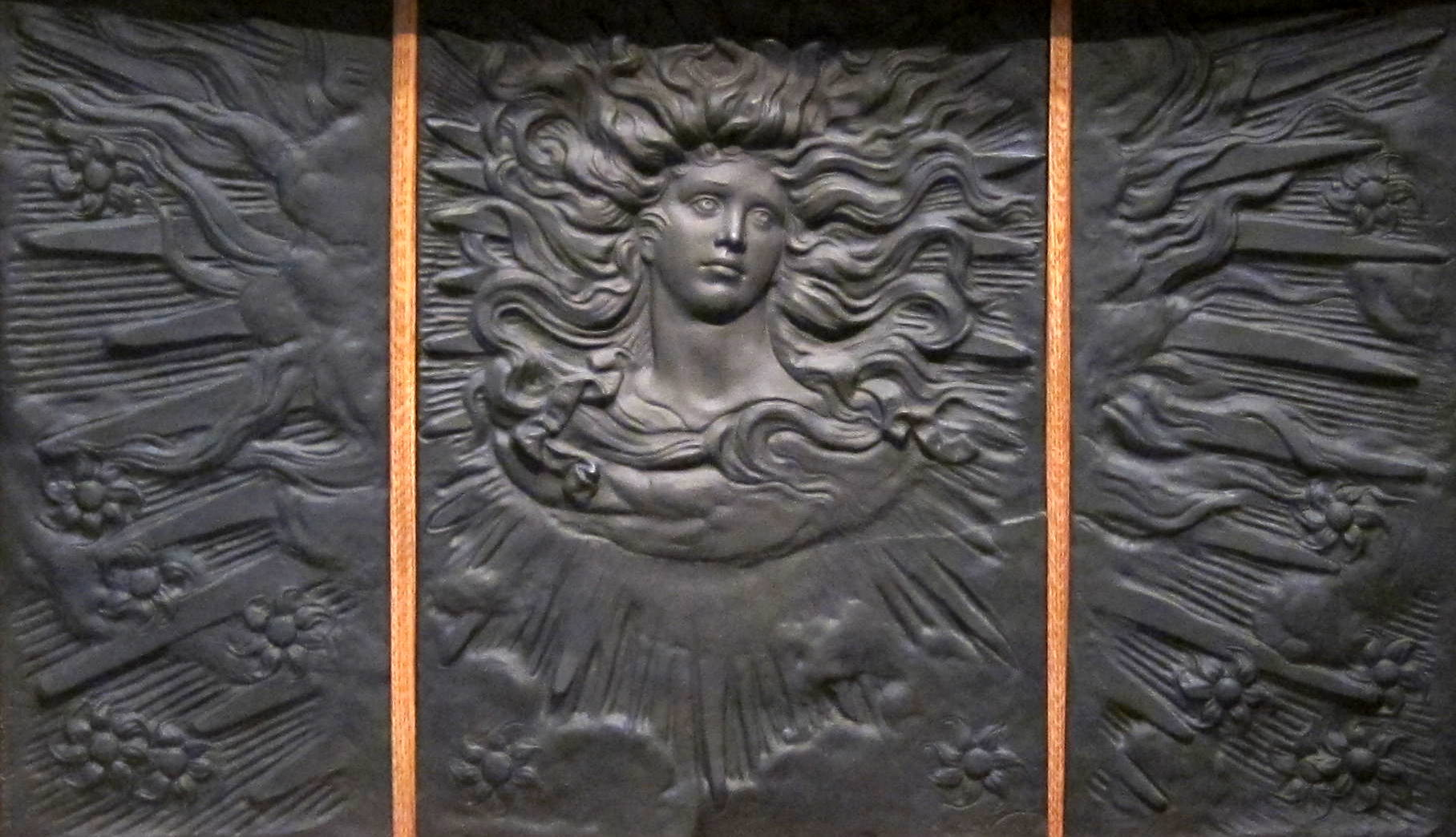
The Sun God (1882), Washington, Smithsonian American Art Museum.
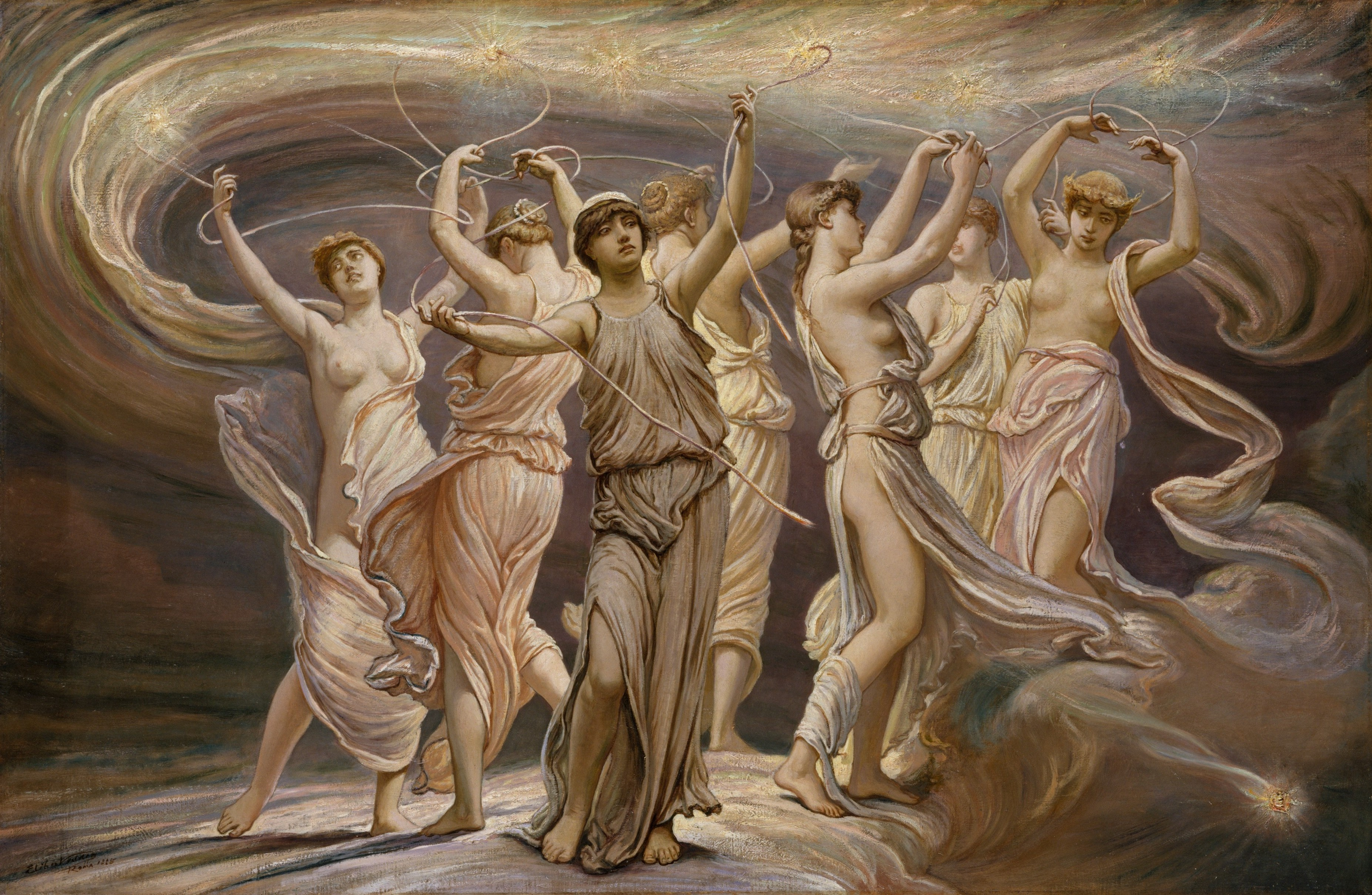
The Pleiades (1885), New York, Metropolitan Museum of Art.
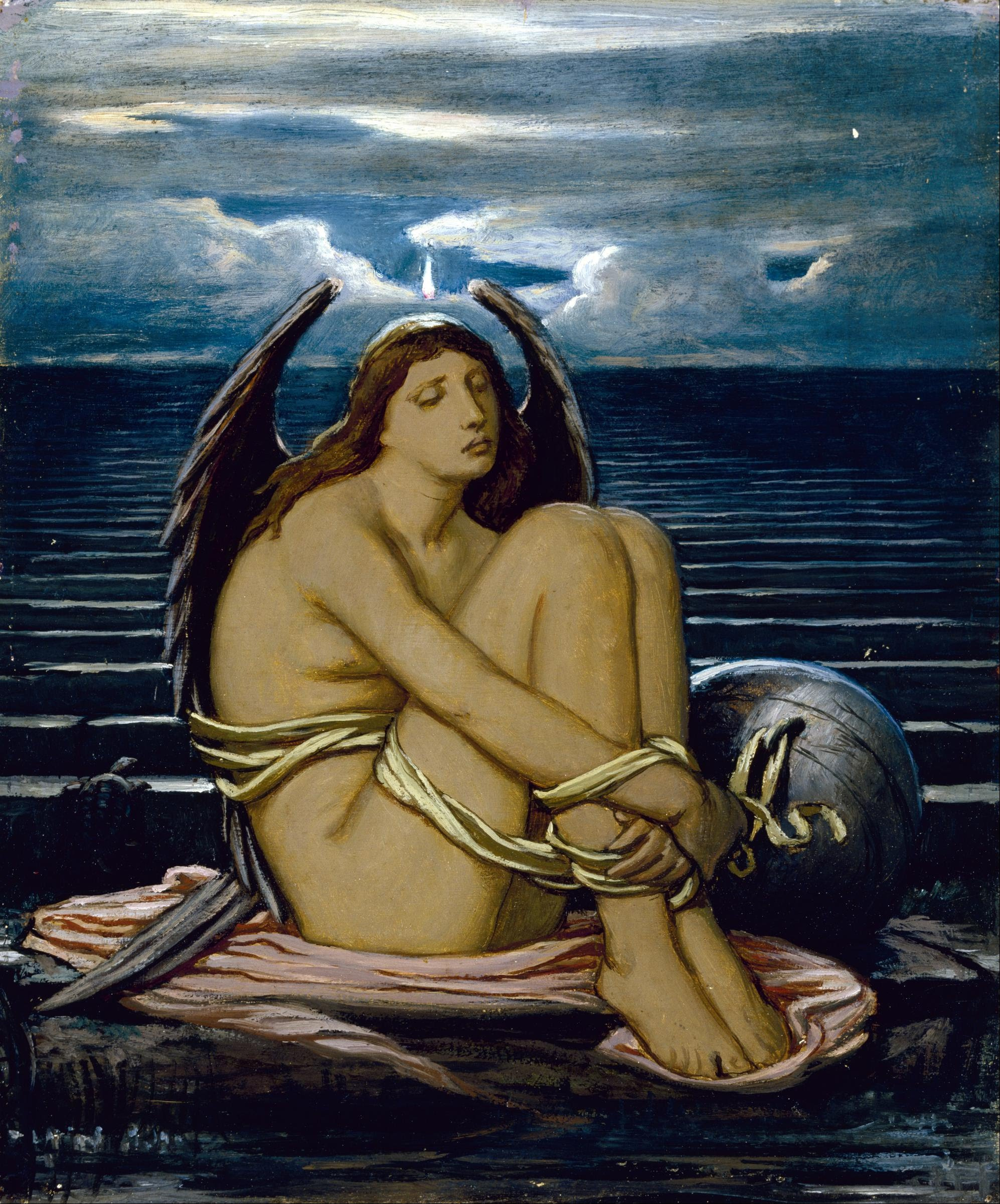
Soul in Bondage (entre 1886 et 1896), musée des Beaux-Arts de Houston.
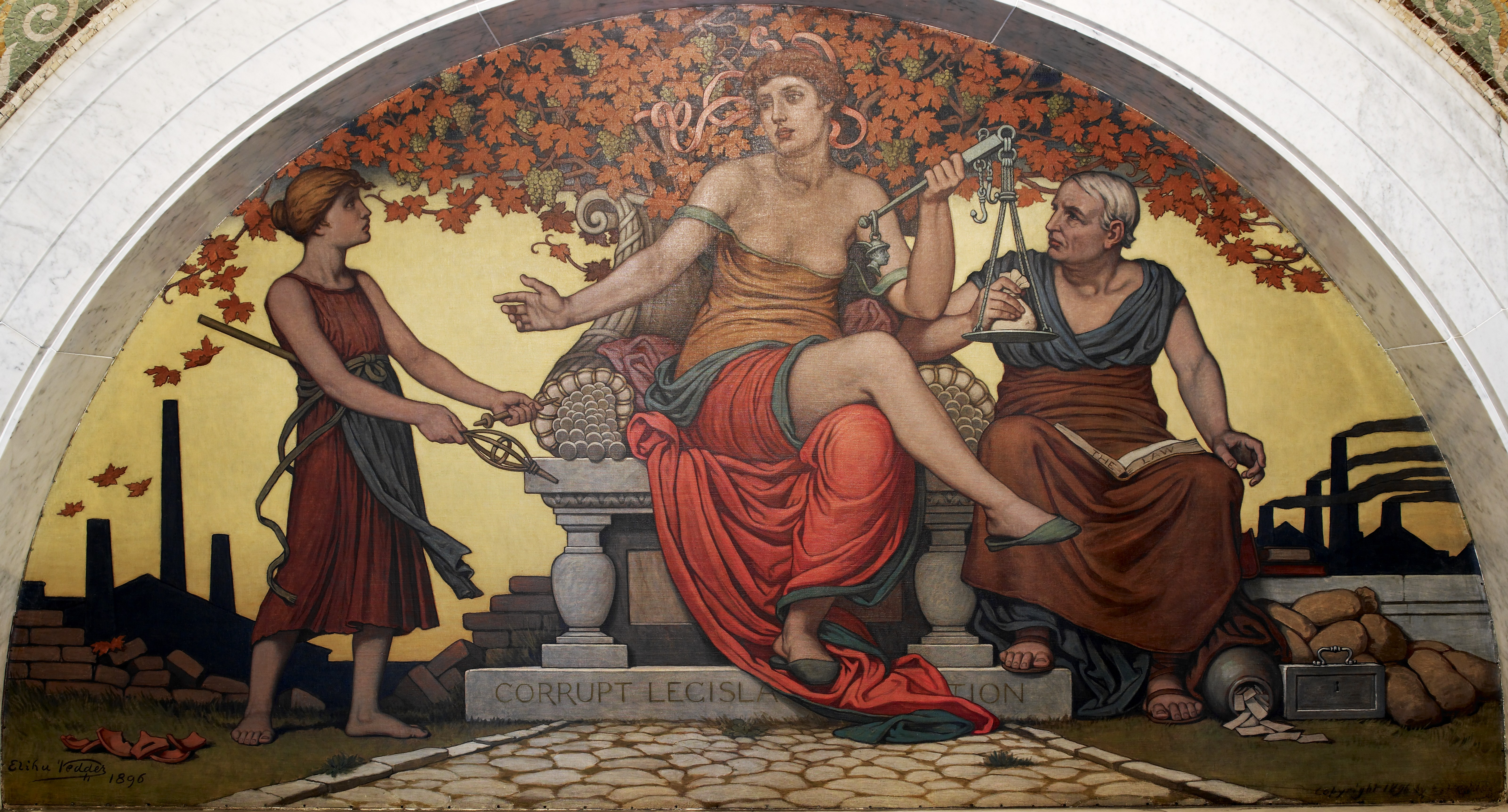
Corrupt Legislation (1896), Washington, Library of Congress.
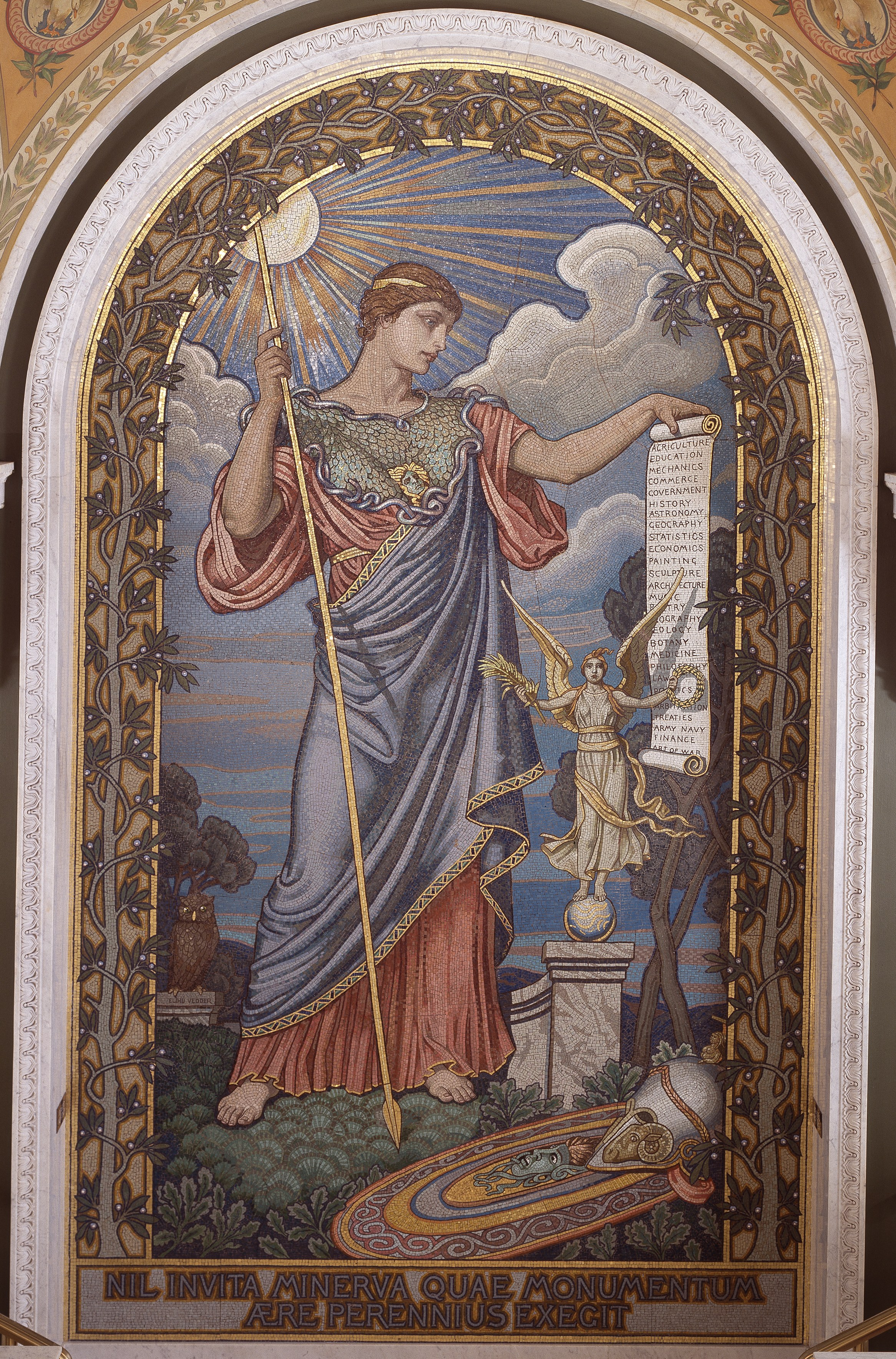
Minerva (1896), mosaïque, Washington, Library of Congress.

### Publications
- (en) Elihu Vedder, The Digressions of V, New York, Houghton Mifflin, 1910 (lire en ligne).
- (en) Elihu Vedder, « Reminiscences Of An American Painter I: Art Education Fifty Years Ago », The World's Work: A History of Our Time, vol. XIX,‎ janvier 1910, p. 12459–12470.
- (en) Elihu Vedder, « Reminiscences Of An American Painter II: Florentine Years In Retrospect », The World's Work: A History of Our Time, vol. XIX,‎ février 1910, p. 12559–12570.
- (en) Elihu Vedder, « Reminiscences Of An American Painter III: New York In War Time », The World's Work: A History of Our Time, vol. XIX,‎ mars 1910, p. 12684–12694.
- (en) Elihu Vedder, « Reminiscences Of An American Painter Last Article: Paris and Rome », The World's Work: A History of Our Time, vol. XIX,‎ avril 1910, p. 12815–12824.
- (en) Elihu Vedder, Miscellaneous Moods in Verse : One Hundred and One Poems with Illustrations, Boston, Porter E. Sargent, 1914 (lire en ligne).
- (en) Elihu Vedder, Doubt and Other Things, Boston, Porter E. Sargent, 1922 (lire en ligne).